# Emil Šulc

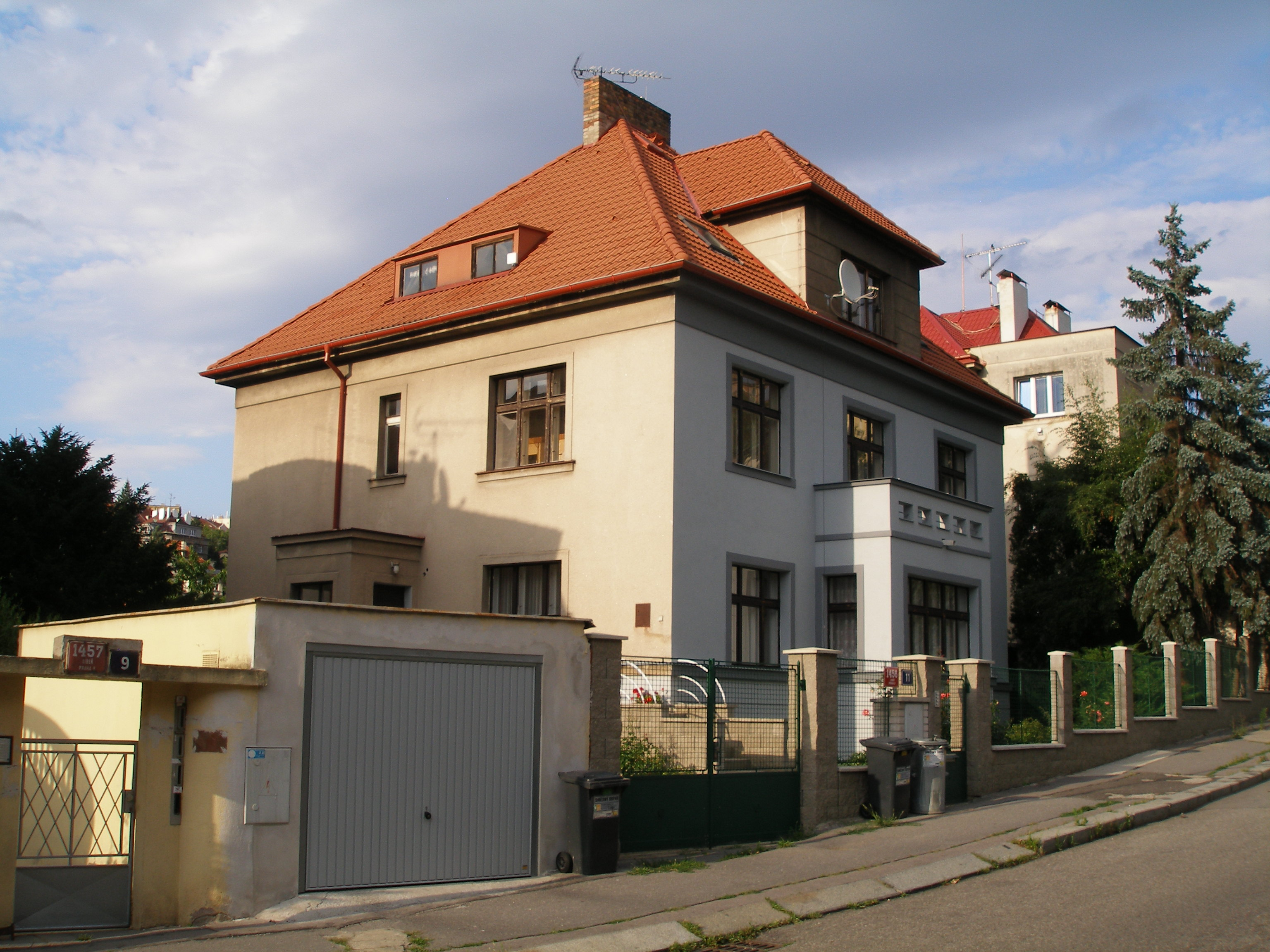
Vila v pražské ulici Na Truhlářce realizovaná podle Šulcova návrhu

Emil Šulc (1. května 1891 – 3. ledna 1957, Praha, Československo) byl český architekt, jehož návrhy se realizovaly především v Praze. Dle jeho plánů se roku 1921 na domě na pražském Vyšehradě (Vratislavova 28/VI) upravily fasády v přízemí. O tři roky později realizoval zastřešení části dvora a zbudoval kavárnu v Havlíčkově ulici na Novém Městě pražském. V letech 1927 a 1928 vyprojektoval rodinný dvojdům na Břevnově a v následujícím roce navrhl rodinný dům na Smíchově. Roku 1930 vyprojektoval polovinu rodinného dvojdomu v Košířích (ulice Nad Kuliškou).[zdroj?] Roku 1932 vyprojektoval novobarokní vilu, jež stojí v pražských Střešovicích, a v následujícím roce činžovní vilu v Libni (Na Truhlářce 1456/11).